# Прис (Франция)
Прис (фр. Prisces) — коммуна во Франции, находится в регионе Пикардия. Департамент коммуны — Эна. Входит в состав кантона Вервен. Округ коммуны — Вервен.
Код INSEE коммуны — 02623.

## Население
Население коммуны на 2010 год составляло 114 человек.
| 1962 | 1968 | 1975 | 1982 | 1990 | 1999 | 2010 |
| ---- | ---- | ---- | ---- | ---- | ---- | ---- |
| 181  | 163  | 138  | 149  | 140  | 105  | 114  |

## Экономика
В 2010 году среди 67 человек трудоспособного возраста (15—64 лет) 51 были экономически активными, 16 — неактивными (показатель активности — 76,1 %, в 1999 году было 65,3 %). Из 51 активных жителей работали 43 человека (24 мужчины и 19 женщин), безработных было 8 (2 мужчин и 6 женщин). Среди 16 неактивных 1 человек был учеником или студентом, 7 — пенсионерами, 8 были неактивными по другим причинам.